# Sommernachtskonzert der Wiener Philharmoniker

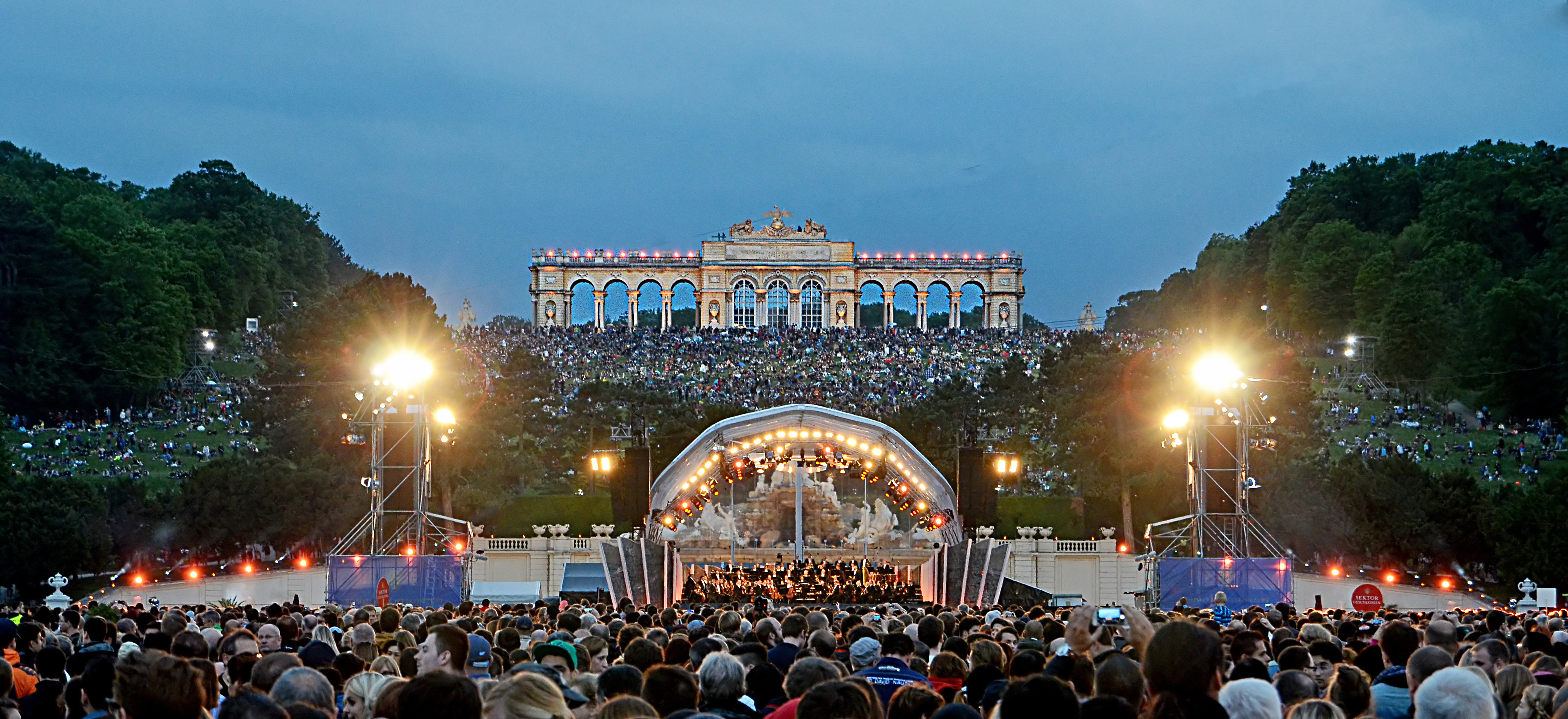
Blick vom Schloss zur Bühne vor dem Neptunbrunnen 2015

Sommernachtskonzert der Wiener Philharmoniker ist seit 2008 der Titel des seit 2004 jährlich im Schlosspark von Schönbrunn in Wien stattfindenden Konzerts der Wiener Philharmoniker. Die Konzerte finden unter freiem Himmel statt, wobei die Bühne bis 2016 vor dem Neptunbrunnen auf das Schloss ausgerichtet und 2017 vor dem Schloss aufgebaut wurde, und beginnen in der Abenddämmerung. Bei freiem Eintritt dient das Große Parterre als Besucherraum.

## Konzerte
Die Veranstaltung wurde erstmals am 25. Mai 2004 anlässlich der Erweiterung der Europäischen Union durchgeführt und vorerst als „Konzert für Europa“ betitelt. Dieses Konzert fand auf Einladung der österreichischen Bundesregierung statt. Der Dirigent war Bobby McFerrin, und das Programm waren Stücke aus Werken der klassischen Musik von Komponisten aus acht europäischen Nationen. Laut Veranstalter wohnten dem Konzert 90.000 Besucher bei, obwohl nur 30.000 erwartet wurden.
Im Jahr 2005 führte Zubin Mehta durch das Programm. 2006, als das Konzert wetterbedingt verschoben wurde, dirigierte Plácido Domingo und 2007, als mit 140.000 Gästen ein neuer Besucherrekord aufgestellt wurde, spielten die Wiener Philharmoniker unter der Leitung von Valéry Gergiev.
Das Konzert 2008, geleitet von Georges Prêtre, fand erstmals unter dem Namen „Sommernachtskonzert“ statt. Daniel Barenboim dirigierte im Jahr 2009. 2010 leitete Franz Welser-Möst das Konzert, Solist war Yefim Bronfman am Klavier. Im Jahr 2011 dirigierte der russische Dirigent Valery Gergiev und als Solist trat der Violinist Benjamin Schmid auf. Da eine enge Verbindung der Philharmoniker mit Japan besteht, fand das Konzert als Benefizveranstaltung zur Unterstützung für die Erdbebenopfer beim Tōhoku-Erdbeben 2011 statt. 60 Fernsehstationen übertrugen es zeitgleich oder versetzt.

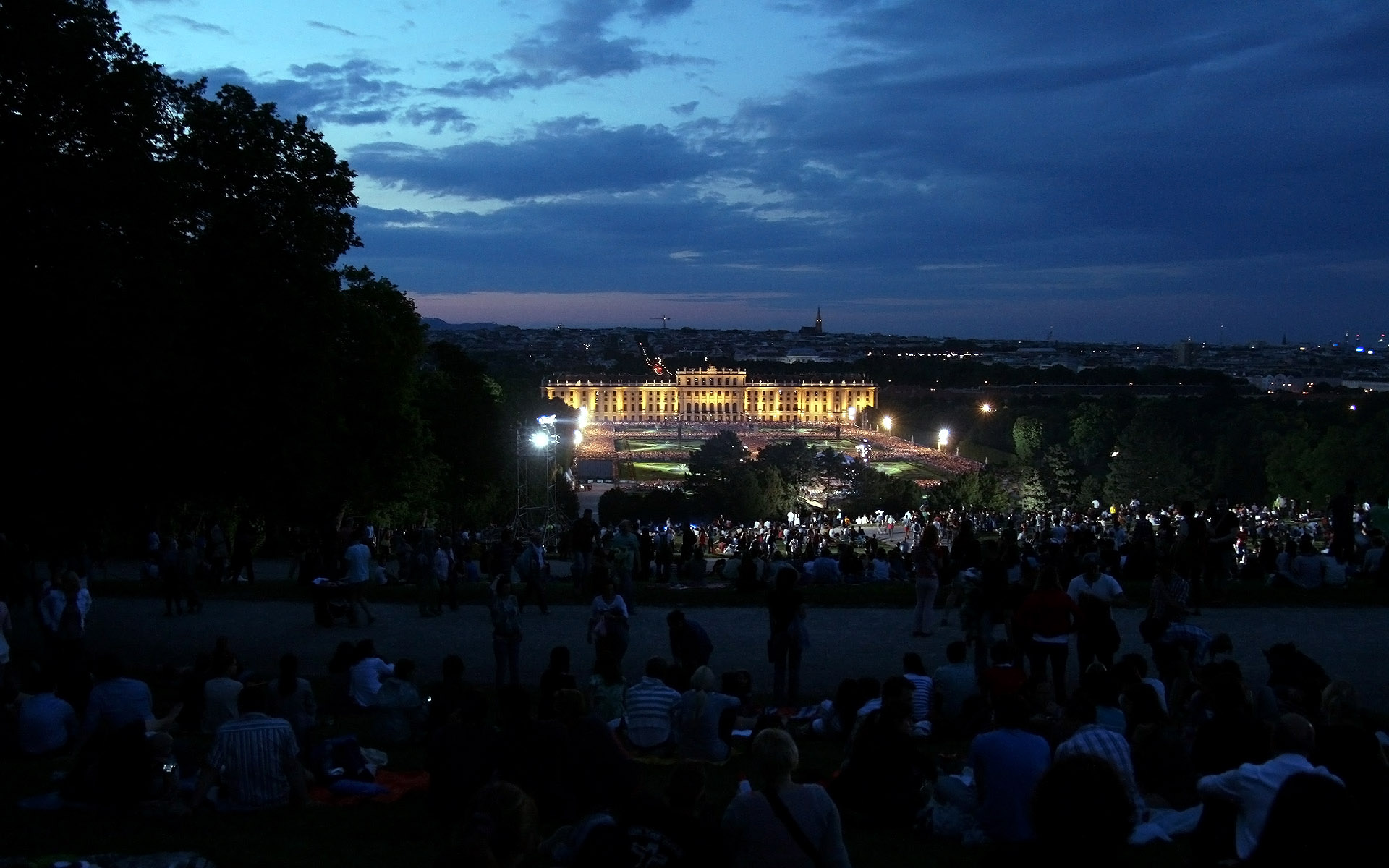
Blick von der Gloriette zu Bühne, Großem Parterre und Schloss 2012

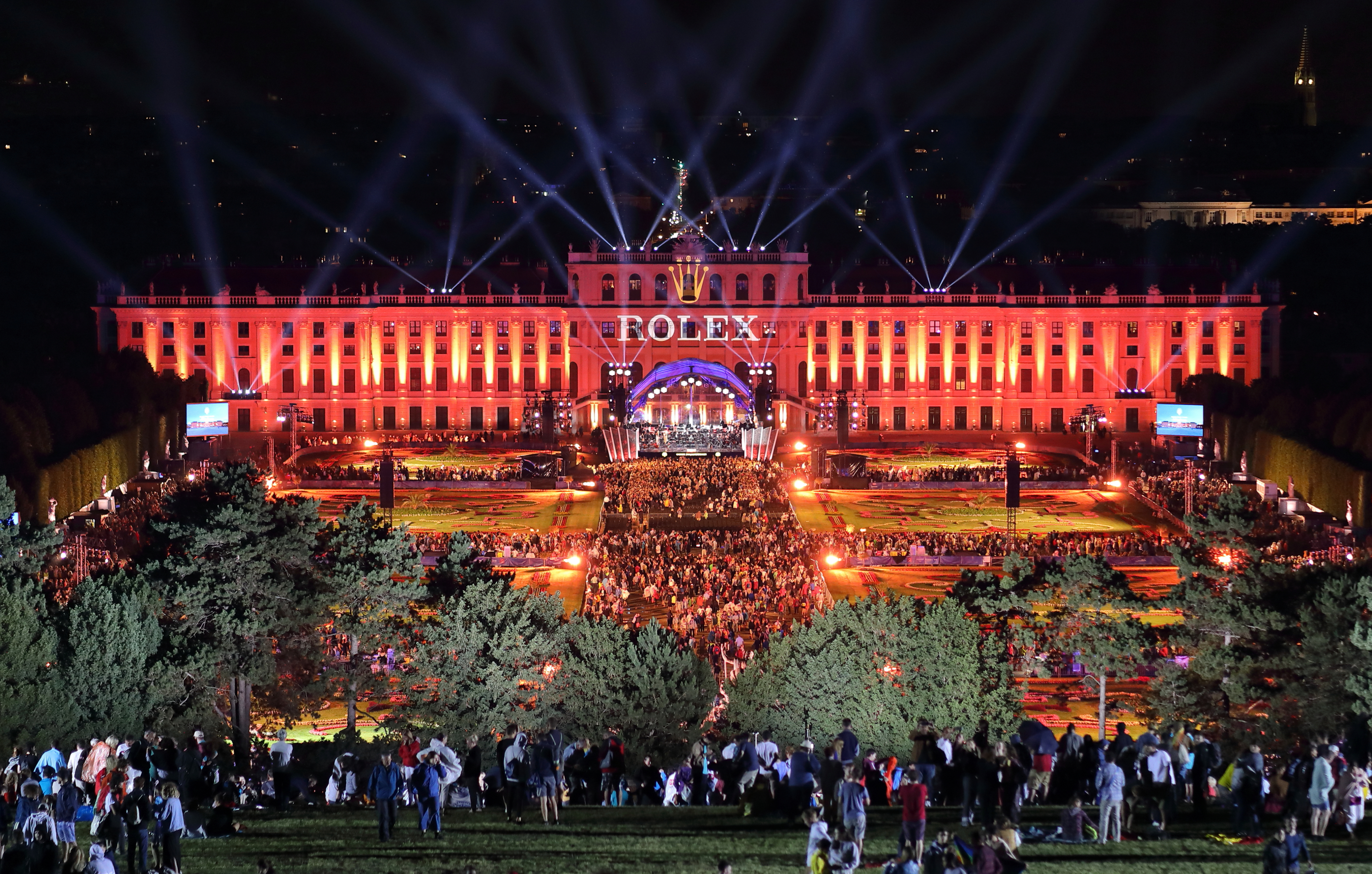
Sommernachtskonzert 2019

Das Sommernachtskonzert 2012 wurde von Gustavo Dudamel geleitet. Den Auftritt des Balletts der Wiener Staatsoper auf einer eigens errichteten Bühne im Teich vor der Gloriette choreografierte Gregor Hatala. 2013 war Lorin Maazel Dirigent. 2014 war Christoph Eschenbach Dirigent.
2015 fand das Konzert am 14. Mai wieder unter der Leitung von Zubin Mehta statt, erstmals als Eröffnungskonzert der Wiener Festwochen.

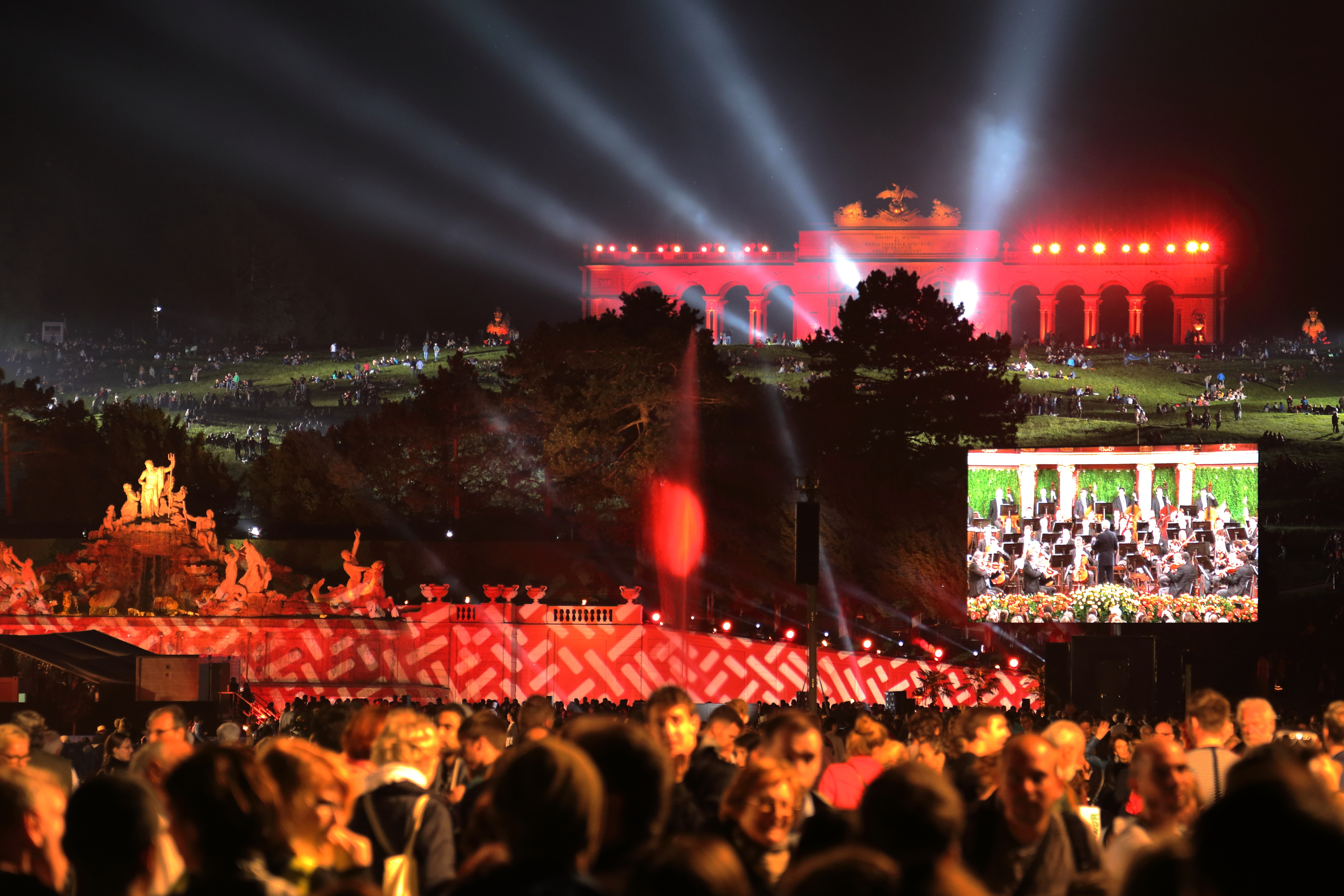
Sommernachtskonzert 2016

2016 fand das Konzert am 26. Mai unter der Leitung von Semyon Bychkov statt. Es wurden Werke von Georges Bizet, Hector Berlioz, Francis Poulenc sowie Maurice Ravel aufgeführt. Am Klavier spielten die Geschwister Katia und Marielle Labèque.
Das Konzert wurde von über 100.000 Menschen besucht und von 83 TV-Stationen in 82 Ländern übertragen. Weiters fanden Live-Public-Viewings in den Städten London, Madrid, Monza und Bukarest statt.
Im Jahr 2017 wurde die Bühne umgedreht, sodass das Schloss im Hintergrund zu sehen ist. Dieses 175-Jahr Jubiläumskonzert der Philharmoniker unter der Leitung von Christoph Eschenbach wurde wieder von über 80 Fernsehanstalten übernommen. Für das Fernsehpublikum werden außerdem Eindrücke aus dem barocken Schlossgarten sowie aus dem Tiergarten Schönbrunn übertragen.
Die 15. Ausgabe des Konzertes am 31. Mai 2018 wurde nach 2007 und 2011 zum dritten Mal von Valery Gergiev geleitet, Solistin war Anna Netrebko.
Das Sommernachtskonzert 2019 fand am 20. Juni 2019 im Schönbrunner Schlosspark mit offener Bühne Richtung Gloriette statt. Dirigent war Gustavo Dudamel und als Solistin wirkte Yuja Wang. Das Konzert unter dem Motto „Rhapsody in Blue“ wurde von rd. 85.000 Menschen besucht und in rund 80 Ländern übertragen.
2020 wurde das Konzert aufgrund der COVID-19-Pandemie auf den 18. September verschoben. Am Konzerttag wurde der Schlosspark aufgrund der Pandemie für die Öffentlichkeit gesperrt, es wurden nur 1250 Besucher zugelassen.
| Datum         | Dirigent             | Motto                             | Solist(en)                 |
| ------------- | -------------------- | --------------------------------- | -------------------------- |
| 25. Mai 2004  | Bobby McFerrin       |                                   |                            |
| 8. Juni 2005  | Zubin Mehta          |                                   | Lang Lang                  |
| 24. Juni 2006 | Plácido Domingo      |                                   | Juan Diego Flórez          |
| 24. Mai 2007  | Valery Gergiev       | Beste ballette                    |                            |
| 3. Juni 2008  | Georges Prêtre       |                                   |                            |
| 4. Juni 2009  | Daniel Barenboim     | Nacht                             |                            |
| 8. Juni 2010  | Franz Welser-Möst    | Mond – Planeten – Sterne          | Yefim Bronfman             |
| 3. Juni 2011  | Valery Gergiev       | Virtuose Bilder                   | Benjamin Schmid            |
| 7. Juni 2012  | Gustavo Dudamel      | Dances and Waves                  |                            |
| 30. Mai 2013  | Lorin Maazel         | Wagner und Verdi                  | Michael Schade             |
| 29. Mai 2014  | Christoph Eschenbach |                                   | Lang Lang                  |
| 14. Mai 2015  | Zubin Mehta          | Eine finnische Nacht              | Rudolf Buchbinder          |
| 26. Mai 2016  | Semyon Bychkov       | Eine französische Nacht           | Katia und Marielle Labèque |
| 25. Mai 2017  | Christoph Eschenbach | Märchen und Mythen                | Renée Fleming              |
| 31. Mai 2018  | Valery Gergiev       | Eine italienische Nacht           | Anna Netrebko              |
| 20. Juni 2019 | Gustavo Dudamel      | Rhapsody in Blue                  | Yuja Wang                  |
| 18. Sep. 2020 | Valery Gergiev       | Liebe                             | Jonas Kaufmann             |
| 18. Juni 2021 | Daniel Harding       | Fernweh                           | Igor Levit                 |
| 16. Juni 2022 | Andris Nelsons       |                                   | Gautier Capuçon            |
| 8. Juni 2023  | Yannick Nézet-Séguin | Menschenrechte                    | Elīna Garanča              |
| 7. Juni 2024  | Andris Nelsons       | 20 Jahre von Sommernachtskonzerte | Lise Davidsen              |
| 13. Juni 2025 | Tugan Sochijew       | Von Tänzen und Leidenschaften     | Piotr Beczała              |